# Nabimusaïta
La nabimusaïta és un mineral de la classe dels sulfats que pertany al grup de l'arctita. Rep el nom per la cúpula de Nabi Musa.

## Característiques
La nabimusaïta és un sulfat de fórmula química KCa₁₂(SiO₄)₄(SO₄)₂O₂F. Cristal·litza en el sistema trigonal. És un mineral isostructural amb la dargaïta, sent a la vegada el seu anàleg de potassi i fluor. L'estructura modular de capes, de tipus antiperovskita trencada, deriva de la de l'hatrurita. Es caracteritza per la presència de tres capes de tipus {[W₃B₁₂](TO₄)₄} de tipus arctita-nabimusaïta.

## Formació i jaciments
Va ser descoberta a Jebel Harmun, a la formació Hatrurim de Cisjordània (Palestina). També ha estat descrita en altres indrets dins la formació Hatrurim, així com al desert del Nègueb, a Israel. Fora d'aquest territori, també se n'ha trobat a la pedrera Caspar, situada al volcà Bellerberg (Renània-Palatinat, Alemanya).